# مارك سو
مارك سو (بالإنجليزية: Mark So)‏ هو ملحن أمريكي، ولد في 14 يونيو 1978.

## وصلات خارجية
- مارك سو على موقع ميوزك برينز (الإنجليزية)
- مارك سو على موقع ديسكوغز (الإنجليزية)